# Wilhelm Matthias Näff
Wilhelm Matthias Näff (ur. 19 lutego 1802, zm. 21 stycznia 1881) – szwajcarski polityk, członek Rady Związkowej od 16 listopada 1848 do 31 grudnia 1875. Kierował następującymi departamentami: 
- Departament Poczt i Budownictwa (1848 – 1852, 1855 – 1859)
- Departament Polityczny (1853)
- Departament Handlu i Ceł (1854, 1867 – 1872)
- Departament Poczt (1860 – 1866)
- Departament Kolei i Handlu (1873)
- Departament Finansów (1873 – 1875)[1]

Był członkiem Radykalno-Demokratycznej Partii Szwajcarii.
Pełnił funkcje wiceprezydenta (1852) i prezydenta (1853) Konfederacji.